# 恩古魯山脈
恩古魯山脈是東非國家坦桑尼亞東部的山脈，位於該國莫羅戈羅區，最高點海拔高度2,130米，該山脈有非洲紫蘿蘭生長和83種鳥類棲息。
6°00′S 37°30′E / 6.000°S 37.500°E